# Fabiano Caruana
Fabiano Luigi Caruana (født 30. juli 1992) er en italiensk-amerikansk skakstormester. Han var et skakvidunderbarn, og han blev stormester i en alder af 14 år, 11 måneder og 20 dage - hvilket på dette tidspunkt var den yngste stormester nogensinde i både USA og Italien.
Han er født i Miami, og voksede op i Park Slope, Brooklyn. Han spillede for USA indtil 2005, hvor han flyttede til Italien. Han fik sin stormestertitel i 2007, og det samme år vandt han sit første italiensk mesterskab, hvilket han har gentaget i 2008, 2010 og 2011. Han vandt Dortmund Sparkassen Chess Meeting i 2012, 2014 og 2015. Han vandt også Sinquefield Cup 2014, hvor han havde en historisk høj performance rating på 3103, hvorved han forbedrede sin Elo-rating til 2844, og blev dermed den tredjehøjest ratede person nogensinde. Han flyttede tilbage til USA igen i 2015.
Efter at have vunder FIDE Grand Prix 2014–15, kvalificerede Caruana sig til Candidates Tournament 2016, hvor han tabte til Sergey Karjakin. Han vandt 2016 US Chess Championship, og repræsenterede USA på 1. bræt under skak-OL 2016, hvor han vandt guld for holdet og bronze for individuel. Han vandt London Chess Classic i 2017. Han vandt Candidates Tournament 2018, og blev den første amerikaner der udfordrede skakverdensmesteren siden Bobby Fischer i 1972. Op til verdensmesterskabet vandt Caruana Grenke Chess Classic, Norway Chess og Sinquefield Cup. Han tabte sin kamp mod Magnus Carlsen i hurtigskak efter de havde spillet remis 6–6 i det klassiske tidsformat.